# Three Islands National Park
Three Islands National Park är en park i Australien. Den ligger i delstaten Queensland, omkring 1 600 kilometer nordväst om delstatshuvudstaden Brisbane. Arean är 75 kvadratkilometer.
Trakten är glest befolkad. Det finns inga samhällen i närheten.
Savannklimat råder i trakten. Genomsnittlig årsnederbörd är 1 696 millimeter. Den regnigaste månaden är mars, med i genomsnitt 461 mm nederbörd, och den torraste är augusti, med 14 mm nederbörd.